# Едмонд (Канзас)
Едмонд (енгл. Edmond) град је у америчкој савезној држави Канзас.

## Демографија
По попису из 2010. године број становника је 49, што је 2 (4,3%) становника више него 2000. године.
| Група             | 2000.      | 2010.      |
| Белци             | 45 (95,7%) | 48 (98,0%) |
| Афроамериканци    | 0 (0,0%)   | 0 (0,0%)   |
| Азијати           | 0 (0,0%)   | 0 (0,0%)   |
| Хиспаноамериканци | 2 (4,3%)   | 0 (0,0%)   |
| Укупно            | 47         | 49         |